# Monumentul „Turnul vânturilor” (Stroiești)
Monumentul „Turnul vânturilor” în memoria lui P. H. Wittgenstein este un monument amplasat în Stroiești, Unitățile Administrativ-Teritoriale din Stînga Nistrului, Republica Moldova. Este un monument arhitectural de importanță națională inclus în Registrul monumentelor Republicii Moldova ocrotite de stat cu nr. 2047 (raionul Rîbnița). Datează de la sf. sec. XIX.

## Istorie
La sfârșitul secolului al XIX-lea, cneaghina Emilia Trubețkaia a dispus ridicarea „Turnului vânturilor” în cinstea tatălui său – feldmareșalul Piotr Wittgenstein⁠(d), a cărui moșie se întindea în apropiere. Monumentul reprezintă un foișor din piatră cu înălțimea de 5 m, cu patru coloane și un acoperiș ascuțit.

## Stare actuală
Turnul se află în stare avariată.
În 2002, structura a fost lovită de fulger, în rezultat aceasta deplasându-se puțin spre prăpastie. Patru ani mai târziu a fost instalat un panou de avertizare privind starea avariată și pericolul pentru vizitatori, dar acesta era ignorat de turiști. În 2011 au demarat o inițiativă de restaurare a monumentului, care s-a împotmolit din cauza lipsei documentației de proiect. În 2013 au fost reluate eforturile, accesul vizitatorilor fiind îngrădit pentru a face posibilă desfășurarea lucrărilor de restaurare.